# Tina Abdulla
Tina Abdulla (født 20. september 1997 i Skopje, Nordmakedonien) er en norsk håndboldspiller, som spiller i Tertnes HE og Norges U/20-kvindehåndboldlandshold.